# Paul Waner
Paul Glee Waner, Spitzname Big Poison, (* 16. April 1903 in Harrah, Oklahoma; † 29. April 1965 in Sarasota, Florida) war ein US-amerikanischer Baseballspieler in der Major League Baseball (MLB) auf der Position des Right Fielders. Den Großteil seiner Karriere stand er bei den Pittsburgh Pirates unter Vertrag, wo er mit seinem Bruder Lloyd 13 Jahre zusammen im Outfield spielte.

## Biografie
Paul Waner sollte nach dem Wunsch seines Vaters, eines Kaufmanns, Lehrer werden, aber Waner wurde diesem Wunsch nicht gerecht. Er verließ das College und spielte in der Pacific Coast League für das Team von San Francisco. Durch seine ausgezeichneten Leistungen als Schlagmann (36,9 %, 35,6 % und 40,1 % in den ersten drei Jahren) wurden die Pittsburgh Pirates auf ihn aufmerksam und verpflichteten ihn für das Major-League-Team. In seinem ersten Jahr 1926 hatte er einen Schlagdurchschnitt von 33,6 % und führte mit 22 Triples die National League an.
1927 verpflichteten die Pirates noch Lloyd Waner, Pauls jüngeren Bruder. Mit diesen beiden besaßen die Pirates ein in der National League gefürchtetes Outfield. Paul Waners Leistungen im Jahr 1927 brachten ihm den Titel des MVP der National League ein. Er führte die National League im Schlagdurchschnitt (38 %), Basehits (237), Triples (31) und RBIs (131) an. Die Pirates gewannen in dieser Saison die Meisterschaft der NL, unterlagen aber den New York Yankees in der World Series in vier Spielen. 
Gemeinsam mit Lloyd führen die Waners immer noch die Statistik der Brüderpaare mit den meisten Basehits, sie ließen dabei Joe DiMaggio mit seinen Brüdern Dom und Vince DiMaggio sowie Felipe, Matty und Jesus Alou hinter sich.
Bis zum Ende der Saison 1940 spielte Waner bei den Pirates, wechselte dann noch zu den Brooklyn Dodgers, den Boston Braves und den New York Yankees, wo er am 1. Mai 1945 seine Karriere beendete.
Nach seiner Zeit als Spieler arbeitete er als hitting coach für verschiedene Vereine. 1952 wurde er in die Baseball Hall of Fame gewählt.